# Kawasaki Ki-100
Le Kawasaki Ki-100 ou chasseur de l'Armée Type 5 est le dernier chasseur japonais à entrer en service avant la fin de la guerre. C'était un appareil aux très bonnes performances qui permettait à des pilotes expérimentés de prendre l'avantage sur les F6F et les F4U de la marine américaine et même sur les P-51 de l'USAAF.
Il n'en demeure pas moins que l'essentiel des jeunes pilotes inexpérimentés furent anéantis par la supériorité technique et numérique alliée. De fait, cet appareil, bien que jouissant d'une très bonne réputation, n'eut aucun effet sur la fin de la guerre.

## Conception
Le Ki-100 est un appareil hybride qui utilisait des cellules de Kawasaki Ki-61-II KAI laissées sans moteurs à la suite du bombardement de l'usine qui les fabriquait. Constatant cette destruction définitive, et sachant que la production du moteur V12 avait de longue date créé des problèmes, il fut décidé de recycler certaines de ces cellules avec un moteur comparable en puissance et d'une taille raisonnable. Le moteur idéal, disponible en nombres était un moteur en étoile de 1 500 ch, le Mitsubishi Ha-112-II. Ce moteur de 14 cylindres en double étoile refroidi par air était connu dans la marine sous le nom de MK8P 'Kinsei 62' et sa dénomination inter-armes était [Ha-33] 62. L'étude de l'installation d'un moteur en étoile sur un fuselage fin prévu pour un étroit moteur en V ne fut pas simple. Mais les japonais disposaient d'un Fw 190 qui avait déjà permis l'installation du même moteur sur le bombardier en piqué Yokosuka D4Y3.

### Le Ki-100-Ia

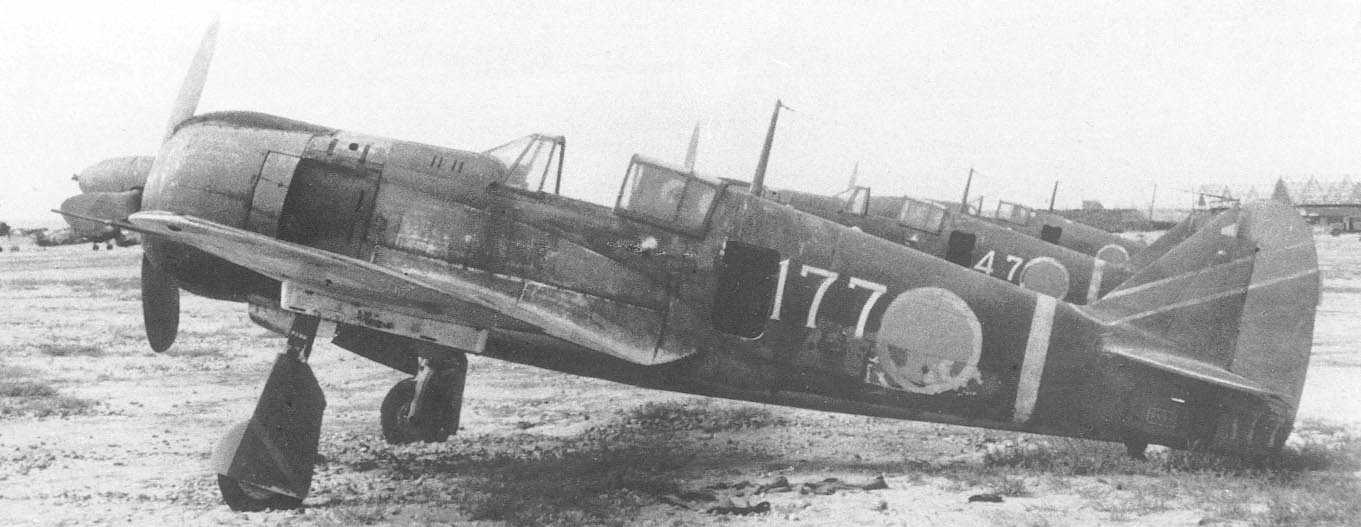
Ki-100-Ia (chasseur type 5) du 59ème Sentai montrant la forme du fuselage original

Cette greffe étrange en fit pourtant un excellent chasseur. Essentiellement du fait de l'allègement général d'un avion très réussi. En effet, le poids à vide était inférieur de 315 kg par rapport au Ki-61-II KAI lui aussi équipé d'un moteur de 1 500 ch. Cependant, la traînée supérieure provoquée par le moteur en étoile réduisait quelque peu la vitesse de pointe. Des 275 cellules de Ki-61-II sans moteur, on assembla la version Ki-100-Ia et quelques Ki-100-Ib. L'armement était celui du Ki-61-I KAId à savoir deux canons Ho-5 de 20 mm dans le capot moteur et deux mitrailleuses Ho-103 de 12,7 mm dans les ailes.
Les américains n'eurent pas le temps de lui attribuer un surnom. Les japonais l'appelaient 五式戦闘機, Go Shiki Sen (chasseur type 5). Certaines sources affirment qu'il aurait bénéficié du surnom de son demi-frère : 'Tony'.
Les pilotes américains crurent rencontrer des Ki-84 d'apparence équivalente même si certains ont fait état de ce qui ressemblait à un nouvel appareil.

### Le Ki-100-Ib
Le Ki-100-Ib est un appareil très proche du -Ia si ce n'est qu'il diffère par sa verrière 'bulle' à vision totale. De récentes études font état de Ki-100-Ib fabriqués à partir de cellules de Ki-61-II équipées d'origine de la verrière bulle.
Le succès inespéré du Ki-100 provoqua la fabrication de nouvelles cellules, toutes avec verrière bulle. Les Ki-100-Ib 'neufs' furent fabriqués à raison de seulement 106 exemplaires dans le chaos de la fin de la guerre.

### Le Ki-100-II
Une version munie d'un turbocompresseur, le Ki-100-II ne verra jamais le jour en série. Selon les sources, trois prototypes auraient été construits. Des photographies américaines existent.

## Dans les musées

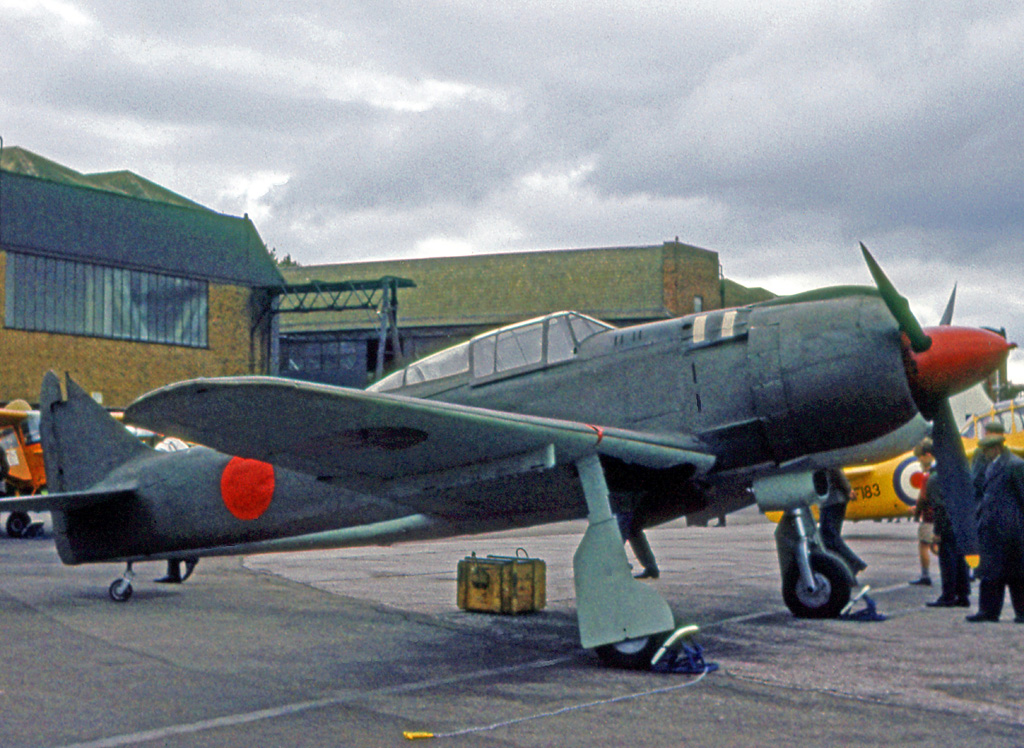
Kawasaki Ki-100 au RAF Ternhill, en 1962

396 Ki-100 toutes versions furent fabriquées. Un seul exemplaire de Ki-100, un Ki-100-Ib, est préservé dans le monde, il est en Angleterre au musée de la RAF de Cosford.

## Variantes
- Ki-61-II KAI : cellules de base modifiées en Ki-100
- Ki-100-Ia : première série basée sur le Ki-61-II, moteur Ha-112-II de 1 500 ch
- Ki-100-Ib : version construite spécifiquement, verrière bulle
- Ki-100-II : projets de version turbocompressée avec Ha-112-II Ru. 3 prototypes.